# Уасабас
Уасабас (исп. Huásabas) — посёлок в Мексике, штат Сонора, входит в состав одноимённого муниципалитета и является его административным центром. Численность населения, по данным переписи 2020 года, составила 865 человек.

## Топонимика
Название Huásabas с языка индейцев опата можно перевести как — место заросшее сорной травой, либо — место, где в реке много мусора.

## История
Поселение было основано в марте 1645 года миссионерами-иезуитами во главе с Маркосом дель Рио, под названием Сан-Франсиско-де-Уасабас.